# Mwaro
Mwaro est une ville, capitale de la province de Mwaro, au Burundi. Il content six communes: Gisozi, Ndava, Nyabihanga, Bisoro, Kayokwe et Rusaka

## Source
- (en) Cet article est partiellement ou en totalité issu de l’article de Wikipédia en anglais intitulé « Mwaro » (voir la liste des auteurs).